# El nido (película de 1980)
El nido es una película española de 1980 escrita y dirigida por Jaime de Armiñán y nominada al Óscar de Hollywood.

## Argumento
Don Alejandro (Héctor Alterio) es un viudo ("de Ciudad Rodrigo", dice el protagonista en la película) que no puede dejar de pensar en su mujer, hasta que un día se cruza en el camino la joven Goyita (Ana Torrent). Ésta le intentará enamorar y Don Alejandro caerá en sus redes, haciéndole olvidar a su difunta esposa.
La chica reside en una Casa cuartel, con lo que no se le hará muy fácil a Don Alejandro el dejarse seducir.

## Comentarios
Rodada en 
- Salamanca: Salamanca, Finca Torre de la Valmuza (Salamanca),  Bosque de la Honfría, San Martín del Castañar y Sequeros.
- Segovia: Hoces del Duratón y Sepúlveda

## Palmarés cinematográfico
Premios Óscar
| Año  | Categoría                          | Resultado |
| ---- | ---------------------------------- | --------- |
| 1980 | Mejor película de habla no inglesa | Candidata |

Premios de la ACE (Nueva York)
| Categoría               | Persona           | Resultado |
| ----------------------- | ----------------- | --------- |
| Mejor película          | Mejor película    | Ganadora  |
| Mejor director          | Jaime de Armiñán  | Ganador   |
| Mejor actor             | Héctor Alterio    | Ganador   |
| Mejor actriz            | Ana Torrent       | Ganadora  |
| Mejor actriz de reparto | María Luisa Ponte | Ganadora  |

Otros
- Festival de Cine de Montreal: Mejor actriz (Ana Torrent)
- Premios Sant Jordi de Cine: Mejor interpretación en película española (Patricia Adriani)

- Datos: Q1402538
- Multimedia: El Nido, Palawan / Q1402538